# Wǔ gè jìmò de xīn
Wǔ gè jìmò de xīn, noto anche col titolo internazionale di Five Lonely Hearts, è un film del 1991 diretto da Fruit Chan, al suo esordio alla regia.

## Trama
Avventura eccitante e bizzarra di una vacanza estiva per cinque ragazze ingenue e vivaci. 